# ميركو كونتي
ميركو كونتي (بالإيطالية: Mirko Conte)‏ (12 أغسطس 1974 في إيطاليا - ) هو لاعب كرة قدم إيطالي في مركز الدفاع. شارك مع منتخب إيطاليا تحت 21 سنة لكرة القدم. أما مع النوادي، فقد لعب مع إنتر ميلان ونادي بياتشينزا ونادي سامبدوريا ونادي فيتشينزا ونادي فينيزيا ونادي مسينا ونادي نابولي ونادي أريتسو وSSD Calcio Città di Castello ‏ وأوليمبيا كوليجيانا.

## وصلات خارجية
- ميركو كونتي على موقع الاتحاد الدولي (مؤرشف)  (الإنجليزية)
- ميركو كونتي على موقع قاعدة بيانات كرة القدم.إي يو (الإنجليزية)
- ميركو كونتي على موقع عالم كرة القدم.نت (الإنجليزية)